# Griosch

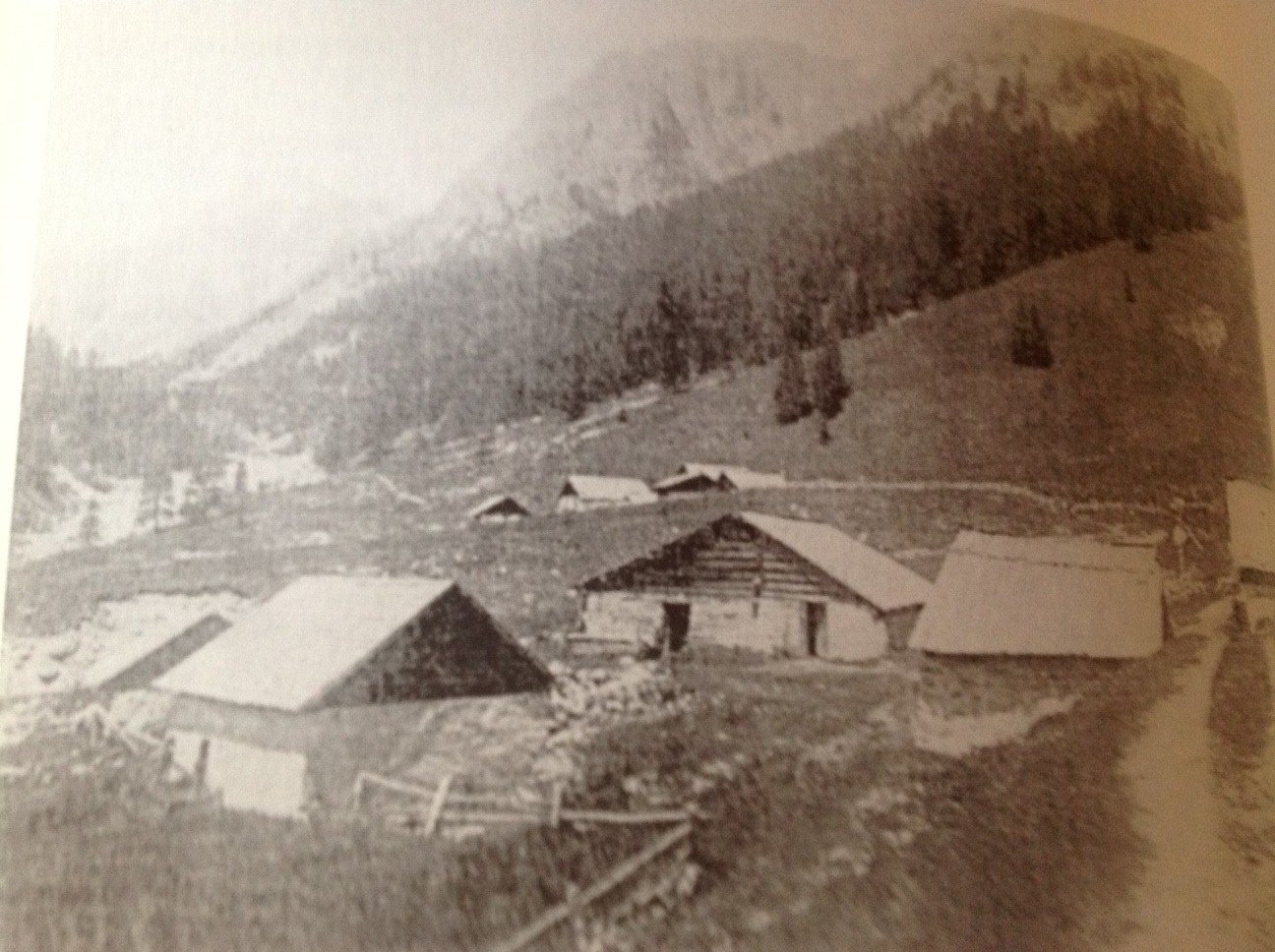
Griosch im Jahr 1901

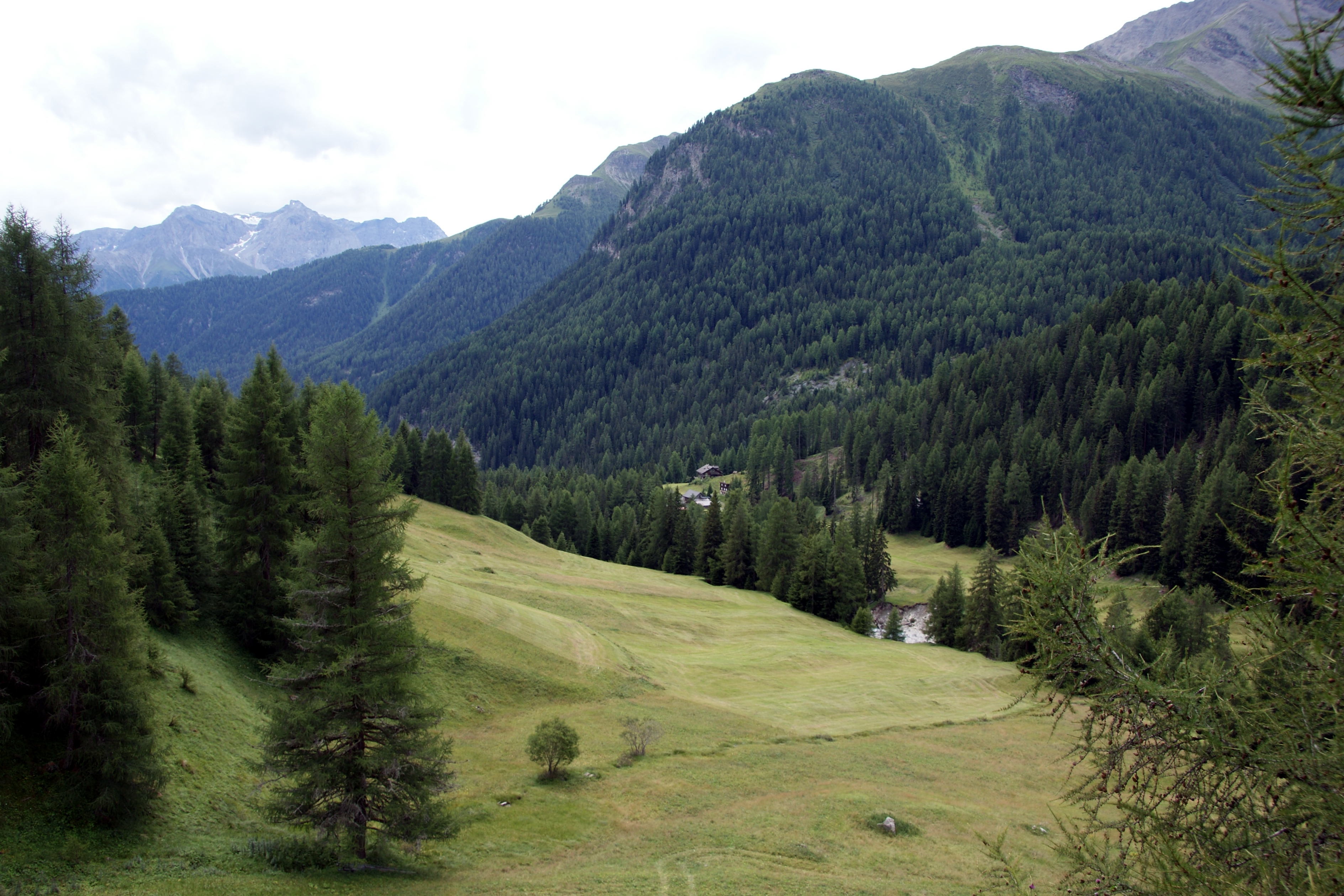
Blick von Griosch in die Val Sinestra

Griosch ist eine auf 1'812 m.ü.M. gelegene Maiensässsiedlung im Unterengadin und liegt nach Vnà und Zuort zuhinterst in der Val Sinestra. Von Vnà aus ist die Siedlung über einen 5,5 km langen Weg erschlossen. Griosch liegt auf Gemeindegebiet von Valsot (bis Ende 2012 Ramosch).

## Historische Namen
Griosch hiess im Hochmittelalter Greus oder Grews, im 14. Jahrhundert Griesch. 1520 ist quellenkundlich Grousch belegt und 1688 Grieusch. Möglicherweise hängt der Name etymologisch mit den rätoromanischen Worten im Idiom Vallader «greiv» (= schwer) oder «grava» (= Geröllhalde; von dem nahegelegenen Fluss Aua da Chöglias) zusammen.
Im Manasser (Adjektiv zu Vnà) Ortsdialekt heissen die Maiensässe «plamarans» (und nicht «prümarans» wie im schriftsprachlichen Hoch-Vallader).

## Geschichte
Ursprünglich wurde Griosch von Samnaun her besiedelt.
Im Jahre 1588 kauften sich die Grioscher Untertanen für 145 Gulden von Habsburg frei. Zu der Zeit war Griosch noch ganzjährig besiedelt.
1799 zogen österreichische Truppen im Zweiten Koalitionskrieg durch die Siedlung. 1817 zerstörte eine Lawine bis auf zwei Stallungen alle Bauten. 
1933 ging in Griosch eine Rüfe nieder und richtete grossen Schaden an.
Im Lawinenwinter 1999 wurden zahlreiche Gebäude beschädigt, so dass die politische Gemeinde eine Neubewertung vornahm und in der Folge Griosch bis zum gegenwärtigen Zeitpunkt (Stand: 2012) nicht mehr als Bauzone gilt.

## Poesie
Der Einheimische Jaccanin Riatsch-Vonmoos (1836–1903) veröffentlichte zahlreiche Gedichte rund um die Siedlung und ihre Bewohner. In seinen Gedichten ist von elf Maiensässen die Rede.